# 朱守殷
朱守殷（？—927年），小名会儿。
早年是李存勖的手下，好诋人阴私，李存勖很喜歡他，提拔为蕃汉马步军都虞侯。五代后唐时任宣武节度使，又以朱守殷为巡检。守殷恃恩骄恣，与伶人景進勾结。李嗣源即位後，以守殷为河南尹、判六军诸卫事。次年出京，任汴梁節度使。
早年李嗣源就對朱不滿，晋梁夹河之战中，朱守殷防守德胜寨時，因大意造成德胜南城失守，李嗣源曾向李存勖请杀朱守殷以惩败军之罪，李存勖不聽。
朱守殷改任过宣武军节度使，镇守汴州。后唐天成二年（927年）九月，李嗣源想出巡汴州，朱守殷不知道李嗣源何意，心中担心李嗣源此次前来是针对自己的。朱守殷就和部下孙晟商议，孙晟劝朱守殷先发制人。同年十月，朱守殷在汴州谋反。李嗣源走到荥阳，听说朱守殷就地反叛，感觉奇怪，想派遣范延光前去询问，范延光答道：“询问有何用处，不如趁他们尚未准备，即可派兵攻打，若是迁延时日，反而难以拿下，我愿率领五百起兵，趁其不备，直取汴梁”。于是李嗣源赐给他五百骑兵，让他星夜前往，范延光带兵飞驰二百余力，到达汴梁，天还不明，他带兵开始攻城，喊声震天， 朱守殷从睡梦中惊醒，急忙召集兵马开门迎战，两军对杀直到黎明。这时候石敬瑭又带亲兵赶赴汴梁，杀得汴州兵人仰马翻。朱守殷正准备退守城内，远远看到一队人马拥簇着皇帝的车架， 正向此处赶来，他不由得心中一慌，策马就回，哪直到城墙上已经竖起了降旗，守军一涌而出，出城投降。朱守殷看自己无路可退，尽杀其族人，引颈命令手下殺死自己。李嗣源入城后，搜捕余党，处死百余人，而劝朱守殷造反的手下孙晟却逃到了杨吴。死後被鞭尸七日，传首京师。
安重诲憎恨任圜，于是就诬陷任圜和朱守殷有通，秘密派人前往磁州矫诏赐任圜自尽。

## 延伸阅读
[在维基数据编辑]
 在维基文库阅读此作者作品
 《舊五代史·卷74》，出自薛居正《舊五代史》
 《新五代史·卷51》，出自歐陽修《新五代史》